# Альфа Лисички

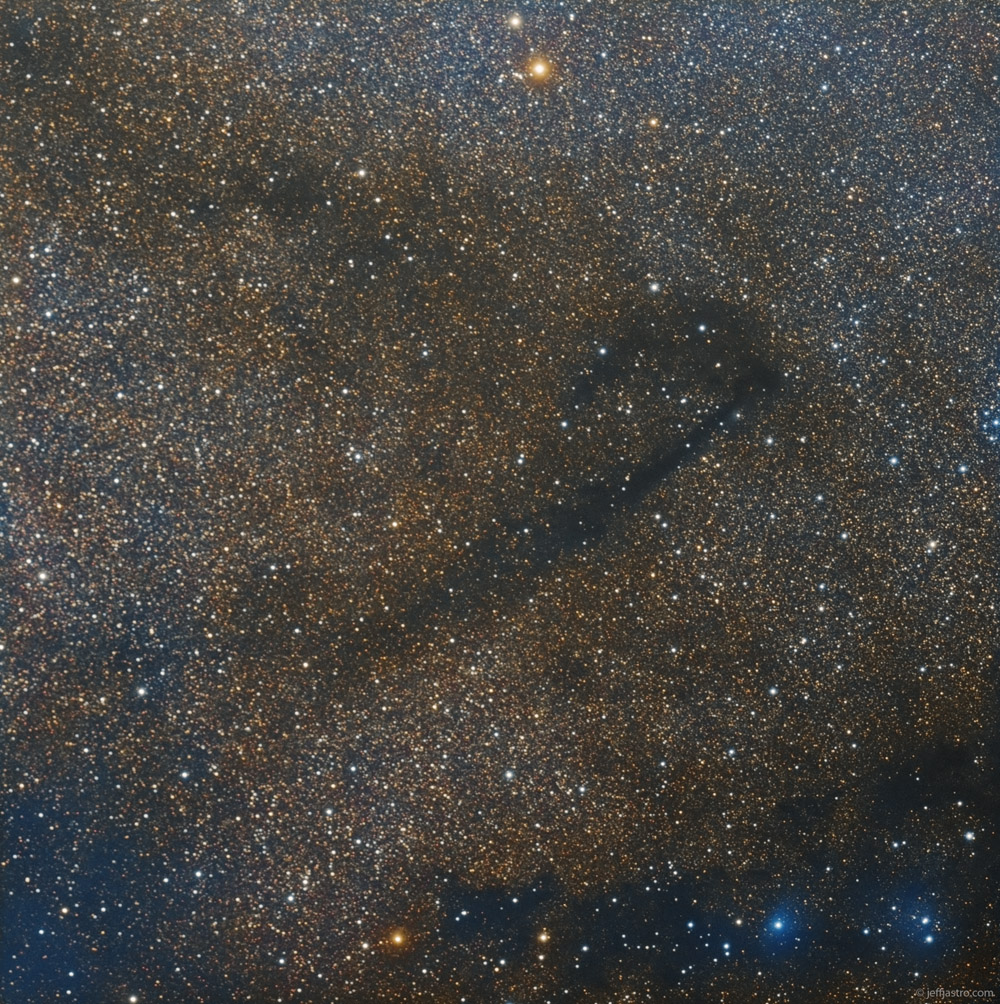
Изображение LDN 778 (в центре) и α Vul (красный гигант сверху в центре).

Альфа Лисички (Alpha Vulpecula, α Vul) — самая яркая звезда созвездия Лисички. Традиционные названия Lukida, Lucida Anseris, Anser  сохранились с тех пор, когда созвездие имело название Vulpecula et Anser, 'Лиса и Гусь'.
Альфа Лисички является красным гигантом спектрального класса M1 и обладает видимой звёздной величиной +4.4. Звезда находится на расстоянии около 297 световых лет от Солнца и образует визуальную двойную со звездой 8 Лисички.
Исследования показали, что α Vul является компонентом потока Арктура, группы звёзд с большим собственным движением и малой металличностью, которые считаются остатками маленькой галактики, поглощённой Млечным Путём.